# Kinga Czigány
Kinga Czigány (ur. 17 lutego 1972 w Győrze) – węgierska kajakarka, mistrzyni olimpijska z Barcelony (1992).

## Życiorys

### Mistrzostwa
Zaczęła uprawiać kajakarstwo w 1986 roku. W 1991 i 1992 roku została mistrzynią Węgier na dystansach 200 i 500 metrów, zarówno w dwójkach, jak i w czwórkach. Zakwalifikowała się do mistrzostw świata w 1994 roku w czwórce na 200 i 500 metrów.

### Igrzyska olimpijskie
Należała do załogi czwórki kobiet na igrzyskach w Barcelonie. Wzięła udział w wyścigu na 500 metrów, które jej drużyna zakończyła na pierwszym miejscu, wyprzedzając załogi z Niemiec i Szwecji, tym samym zdobyła złoty medal. 
Na igrzyskach w Atlancie w 1996 roku wystąpiła ponownie w czwórce. Drużyna Węgier zajęła 5. miejsce w końcowej klasyfikacji. 

### Kariera pozasportowa
W 1998 roku przeszła na emeryturę w wieku 26 lat z powodu urazu kręgosłupa. Po odejściu od sportu pracowała jako reporter sportowy w węgierskiej stacji telewizyjnej. Później została trenerem kanadyjskiej drużyny wioślarskiej. Następnie przeprowadziła się wraz z mężem do Kanady, gdzie para zamieszkała z dwojgiem dzieci w Sopron. 